# Rodrigo Cabral
Rodrigo Federico Cabral (Mercedes, Corrientes; 8 de agosto de 2000) es un futbolista argentino. Juega de extremo y su equipo actual es el  Club Atlético Huracán, de la Primera División de Argentina.

## Trayectoria
Cabral entró a las inferiores del Club Atlético Huracán en 2016. Debutó en el primer equipo el 29 de septiembre de 2019 ante Atlético Tucumán.
Para la temporada 2023, fue cedido al Argentinos Juniors. Anotó el gol de la victoria en su segundo encuentro ante Racing Club.

## Estadísticas
Actualizado al último partido disputado el 8 de octubre de 2023.
| Club                         | Div.          | Temporada     | Liga  | Liga  | Copas nacionales | Copas nacionales | Copas internacionales | Copas internacionales | Total | Total |
| Club                         | Div.          | Temporada     | Part. | Goles | Part.            | Goles            | Part.                 | Goles                 | Part. | Goles |
| ---------------------------- | ------------- | ------------- | ----- | ----- | ---------------- | ---------------- | --------------------- | --------------------- | ----- | ----- |
| Huracán Argentina            | 1.ª           | 2019-20       | 2     | 0     | 0                | 0                | —                     | —                     | 2     | 0     |
| Huracán Argentina            | 1.ª           | 2020-21       | 2     | 0     | 0                | 0                | 0                     | 0                     | 2     | 0     |
| Huracán Argentina            | 1.ª           | 2021          | 20    | 1     | 0                | 0                | —                     | —                     | 20    | 1     |
| Huracán Argentina            | 1.ª           | 2022          | 36    | 1     | 1                | 0                | —                     | —                     | 37    | 1     |
| Huracán Argentina            | Total club    | Total club    | 60    | 2     | 1                | 0                | 0                     | 0                     | 95    | 4     |
| Argentinos Juniors Argentina | 1.ª           | 2023          | 20    | 1     | 3                | 0                | 2                     | 0                     | 25    | 1     |
| Argentinos Juniors Argentina | Total club    | Total club    | 20    | 1     | 3                | 0                | 2                     | 0                     | 25    | 1     |
| Total carrera                | Total carrera | Total carrera | 80    | 3     | 4                | 0                | 2                     | 0                     | 120   | 5     |